# عدد
العدد كائن رياضي يستخدم للعد، والقياس، والتسمية. من الأمثلة الأساسية الأعداد الطبيعة 1،2،3 إلى آخره. يمكن تمثيل الأرقام باللغة بكلمات رقمية. بشكل أكثر عمومية، يمكن تمثيل الأرقام الفردية برموز تسمى الأرقام؛ على سبيل المثال، 5 هو رقم يمثل الرقم خمسة. نظرًا لأنه لا يمكن حفظ سوى عدد قليل نسبيًا من الرموز، تُنظم الأرقام الأساسية عادةً في نظام العد، وهي طريقة منظمة لتمثيل أي رقم. نظام العد الأكثر شيوعًا هو نظام العد الهندي العربي، والذي يسمح بتمثيل أي عدد صحيح غير سالب باستخدام مزيج من عشرة رموز رقمية أساسية، تسمى أرقامًا. بالإضافة إلى استخدامها في العد والقياس، غالبًا ما تُستخدم الأرقام للتسميات (كما هو الحال مع أرقام الهاتف)، وللطلب (كما هو الحال مع الأرقام التسلسلية)، وللرموز (كما هو الحال مع أرقام النظام القياسي الدولي لترقيم الكتب). في الاستخدام الشائع، لا يُميز بوضوح بين الرمز العددي والعدد الذي يمثله.
في الرياضيات، توسع مفهوم العدد على مر العصور ليشمل الصفر (0)، والأعداد السالبة، والأعداد الكسرية مثل النصف {\displaystyle {\frac {1}{2}}}، والجذر التربيعي {\displaystyle {\sqrt {2}}}، وط، وأخيرًا الأعداد المركبة التي وسعت الأعداد الحقيقية مثل الجذر التربيعي للعدد -1 (ومجموعاتها مع الأعداد الحقيقية بجمع مضاعفاتها أو طرحها). تُجرى الحسابات بالأعداد من خلال العمليات الحسابية، وأكثرها شيوعًا هي الجمع والطرح، والضرب، والقسمة، والأس. يُطلق على دراسة هذه العمليات أو استخدامها اسم الحسابيات (الرياضيات الأساسية)، وهو مصطلح قد يشير أيضًا إلى نظرية الأعداد، التي تتناول دراسة خصائص الأعداد.
إلى جانب الاستخدامات العملية، للأرقام أهمية ثقافية في جميع أنحاء العالم. على سبيل المثال، في المجتمع الغربي، غالبًا ما يُنظر إلى الرقم 13 على أنه رقم سيئ الحظ، وقد تشير كلمة (مليون) إلى (الكثير) وليس إلى كمية محددة. على الرغم من أنه يعتبر الآن علمًا زائفًا، لكن الإيمان بالأهمية الغامضة للأرقام، المعروف باسم علم الأعداد، تغلغل في الفكر القديم والعصور الوسطى. أثر علم الأعداد بشكل كبير على تطور الرياضيات اليونانية، مما حفز التحقيق في العديد من المشاكل في نظرية الأعداد التي ما تزال محل اهتمام حتى اليوم.
خلال القرن التاسع عشر، بدأ علماء الرياضيات في تطوير العديد من التجريدات المختلفة التي تشترك في خصائص معينة للأرقام، ويمكن اعتبارها توسيعًا للمفهوم. من بين الأوائل كانت الأعداد المركبة الفائقة، والتي تتكون من امتدادات أو تعديلات مختلفة لنظام الأعداد المركبة. في الرياضيات الحديثة، تعتبر الأنظمة العددية أمثلة خاصة مهمة على البُنى الجبرية الأكثر عمومية مثل الحلقات والحقول.  يُعد استخدام مصطلح (عدد) مسألة اصطلاحية بحتة، دون أن يكون له دلالة جوهرية أساسية.

## نبذة تاريخية

### أول استخدام للأرقام
اكتِشفت عظام ومصنوعات يدوية أخرى تحمل علامات محفورة يعتقد الكثيرون أنها رموز العصا. ربما استخدِمت علامات التسجيل هذه لحساب الوقت المار، مثل عدد الأيام أو الدورات القمرية أو الاحتفاظ بسجلات للكميات، مثل الحيوانات.
نظام العد التقليدي لا يتضمن مفهوم القيمة المكانية (كما هو الحال في النظام العشري الحديث)، مما يحد من قدرته على تمثيل الأعداد الكبيرة. ومع ذلك، تُعتبر أنظمة العد هذه أول نوع من الأنظمة العددية التجريدية.
كان أول نظام معروف له قيمة مكانية هو نظام قاعدة بلاد ما بين النهرين الستيني (نحو 3400 قبل الميلاد) وأقرب نظام أساسي 10 معروف يعود إلى 3100 قبل الميلاد في مصر.

### أرقام عددية
يجب التمييز بين الأرقام والأرقام العددية، والرموز المستخدمة لتمثيل الأرقام. اخترع المصريون أول نظام أرقام مشفر، وتبعهم الإغريق بتحويل أرقامهم العددية إلى أبجديات إيونية ودورية. ظلت الأرقام الرومانية، وهي نظام يستخدم تركيبات من الأبجدية الرومانية، سائدة في أوروبا حتى انتشار النظام الهندي-العربي العددي الأفضل في أواخر القرن الرابع عشر، وظل النظام الهندي-العربي العددي الأكثر شيوعًا في تمثيل الأرقام في العالم حتى اليوم. المفتاح لفعالية النظام كان في رمز الصفر، الذي طوّره الرياضيون الهنود القدماء نحو عام 500 ميلادي.

### صفر
يعود أول استخدام موثق معروف للصفر إلى عام 628 بعد الميلاد، وظهر في كتاب سيندهانتا، وهو العمل الرئيسي لعالم الرياضيات الهندي براهماغوبتا. لقد تعامل مع 0 كرقم وناقش العمليات المتعلقة به، بما في ذلك القسمة. بحلول هذا الوقت (القرن السابع) كان المفهوم قد وصل بوضوح إلى كمبوديا بصورة أرقام خميرية، وتظهر الوثائق انتشار الفكرة لاحقًا إلى الصين والعالم الإسلامي.
كتاب السندهند لبراهماغوبتا هو أول كتاب يذكر الصفر باعتباره رقمًا، وبالتالي يعتبر براهماغوبتا عادة أول من صاغ مفهوم الصفر. أعطى قواعد استخدام الصفر مع الأرقام السالبة والموجبة، مثل «الصفر بالإضافة إلى عدد موجب هو عدد موجب، والرقم السالب بالإضافة إلى صفر هو عدد سالب». يعد كتاب السندهند أقدم نص معروف يتعامل مع الصفر كرقم في حد ذاته، وليس باعتباره مجرد رقم نائب في تمثيل رقم آخر كما فعل البابليون أو كرمز لنقص الكمية كما فعل بطليموس والرومان.
يجب التمييز بين استخدام 0 رقمًا واستخدامه عنصرًا نائبًا في أنظمة القيمة المكانية. استخدمت العديد من النصوص القديمة الصفر، واستخدمه البابليون والمصريون. استخدم المصريون كلمة نفر للدلالة على الرصيد الصفري في المحاسبة ذات القيد المزدوج. استخدمت النصوص الهندية الكلمة السنسكريتية شونيا للإشارة إلى مفهوم الفراغ. في نصوص الرياضيات، تشير هذه الكلمة غالبًا إلى الرقم صفر. على نفس المنوال، استخدم بانيني (القرن الخامس قبل الميلاد) عامل التشغيل الصفري (صفر) في أشتادهايي، وهو مثال مبكر لقواعد جبرية للغة السنسكريتية.
هناك استخدامات أخرى للصفر قبل براهماغوبتا، على الرغم من أن الوثائق ليست كاملة كما هي في كتاب السندهند.
تُظهر السجلات أن الإغريق القدماء كانوا غير متأكدين من مكانة الصفر كرقم: فقد سألوا أنفسهم «كيف يمكن أن يكون 'لا شيء' شيئًا؟» مما أدى إلى حجج فلسفية ودينية مثيرة للاهتمام، بحلول فترة العصور الوسطى، حول طبيعة ووجود الصفر والفراغ. تعتمد مفارقات زينون الإيلي جزئيًا على التفسير غير المؤكد للصفر. (حتى أن اليونانيين القدماء تساءلوا عما إذا كان الرقم 1 رقمًا).
بدأ شعب الأولمك اللاحق في جنوب وسط المكسيك في استخدام رمز للصفر، وهو حرف رسومي على شكل صدفة، وفي العالم الجديد، ربما بحلول القرن الرابع قبل الميلاد، ولكن بالتأكيد بحلول عام 40 قبل الميلاد، أصبح جزءًا لا يتجزأ من أرقام المايا وتقويم المايا. استخدمت الحسابات الرياضية للمايا نظام العدد الرباعي والخماسي المكتوب بنظام العشرين. قدم جورج آي. سانشيز في عام 1961 آلة حساب (إصبعية) تستخدم نظام العدد الرباعي والخماسي.
بحلول عام 130 بعد الميلاد، استخدم بطليموس، المتأثر بأبرخش والبابليين، رمزًا للصفر (دائرة صغيرة ذات خط علوي طويل) ضمن نظام الأرقام الستيني، وبخلاف ذلك استخدم الأرقام اليونانية الأبجدية. نظرًا لاستخدامه بمفرده، وليس كعنصر نائب، فقد كان هذا الصفر الهلنستي أول استخدام موثق للصفر الحقيقي في العالم القديم. في المخطوطات البيزنطية اللاحقة لكتابه الأطروحة الرياضية (المجسطي)، تحول الصفر الهلنستي إلى الحرف اليوناني أوميكرون (يعني 70).
استُخدم صفر حقيقي آخر في الجداول بجانب الأرقام الرومانية اعتبارًا من عام 525 (أول استخدام معروف بواسطة دنيسيوس الصغير)، ولكن كلمة نول عنت لا شيء ولم تكن رمزًا. عندما نتج عن القسمة 0 كباقي، استخدِمت نيهيل، والتي تعني أيضًا لا شيء. استخدِمت هذه الأصفار في العصور الوسطى من قبل جميع الحاسبين في العصور الوسطى (حساب عيد الفصح). استخدم بيدا أو أحد زملائه نحو عام 725 حرف النطق إن على نحو منفصل في جدول من الأرقام الرومانية باعتباره رمز الصفر الحقيقي.

## أنواع الأعداد

### الأعداد الطبيعية
الأعداد الأكثر ألفة هي الأعداد الطبيعية أو أعداد الحساب وهي واحد واثنين وثلاثة، إلخ.
وهي الأعداد التي تحتوي الصفر والأعداد التي بعده، شاع عالميًّا استعمال عشرة أرقام لكتابة الأعداد العشرية وهي: 0، 1، 2، 3، 4، 5، 6، 7، 8، 9. في هذا النظام العشري يحصل الرقم في أقصى اليمين على قيمة أحادية بينما تتضاعف هذه القيمة 10 أضعاف كلما اتجهنا خانة إلى اليسار. رمز مجموعة الأعداد الطبيعية N وتكتب كذلك {\displaystyle \mathbb {N} }.
في نظرية المجموعات، وهي النظرية القادرة على أن تعمل كأساس بديهي للرياضيات الحديثة، يمكن تمثيل الأعداد الطبيعية بفصل من المجموعات المساوية. مثلًا العدد 3 يمكن تمثيله بجميع المجموعات التي تحتوي على 3 عناصر. وهناك العديد من الطرق المختلفة لتمثيل العدد 3، ولكن كل ما نحتاج إليه لتمثيله قياسيًّا هو كتابة رمز محدد أو مجموعة رموز محددة، ثلاث مرات.

### الأعداد الصحيحة
- الأعداد الصحيحة: هي الأعداد الموجبة والسالبة مع الصفر.
- الأعداد السالبة: هي الأعداد الأقل من الصفر، وهي معاكسة للأعداد الموجبة. مثلًا: إذا كان عدد موجب يمثل وديعة بنكية، فإن العدد السالب يمثل النقود المسحوبة من نفس الكمية. تكتب الأعداد السالبة بإسباق إشارة سالبة - تسمى أيضًا علامة ناقص - للعدد الموجب المعاكس له. عليه فإن عكس العدد 7 هو 7-. عندما نوحد مجموعة الأعداد السالبة ومجموعة الأعداد الطبيعية والصفر فإننا نحصل على مجموعة الأعداد الصحيحة Z وتكتب كذلك {\displaystyle \mathbb {Z} }.

### الأعداد الكسرية
العدد الكسري هو عدد يمكن التعبير عنه بكسر ذو بسط صحيح ومقام طبيعي لا يساوي صفر. الكسر m/n أو
{\displaystyle m \over n\,}
يمثل عدد m جزءًا متساويًا، في حين أن عدد n جزء منها تكون واحدًا كاملًا. يمكن أن يشترك كسران في نفس القيمة للعدد الكسري، مثلا 1/2 و2/4 لهما نفس القيمة، بمعنى أن:
{\displaystyle {1 \over 2}={2 \over 4}.\,}
إذا كانت القيمة المطلقة للعدد m أكبر من n فإن القيمة المطلقة للكسر تكون أكبر من 1. ويمكن للكسور أن تكون أكبر من الواحد، أو أصغر منه، أو مساوية له، أو موجبة، أو سالبة، أو حتى صفرًا. مجموعة الأعداد الكسرية تشمل الأعداد الصحيحة ؛ لأن كل عدد صحيح يمكن التعبير عنه بكسر ذي مقام يساوي 1. مثلًا: العدد 7- يكتب ككسر {\displaystyle {-7 \over 1}}. رمز الأعداد الكسرية Q وتكتب {\displaystyle \mathbb {Q} }.

### الأعداد الحقيقية

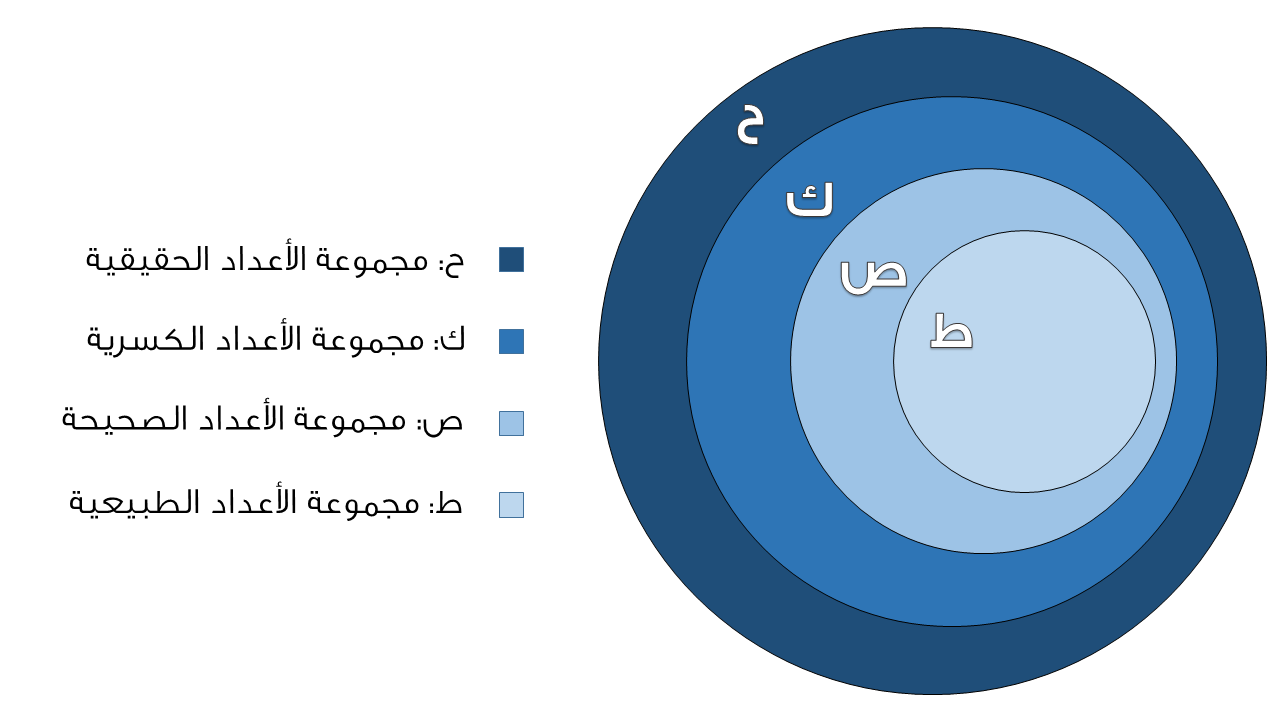
مجموعات الأعداد: وهي الحقيقية والكسرية والصحيحة والطبيعية.

الأعداد الحقيقية تشمل جميع أعداد القياس، وتكتب غالبًا بالتعداد العشري، والذي توضع فيه نقطة عشرية (أو فاصلة أحيانًا) يمين الخانة العشرية ذات القيمة الأساسية 1، كل خانة يمين هذه النقطة العشرية لها قيمة أساسية واحد على عشرة - عشر- قيمة الخانة السابقة لها من اليسار، عليه فإن:
{\displaystyle 123.456\,}
يمثل: 1 مئة وعشرتين و3 آحاد و4 أعشار و5 من مئة و6 من ألف. في قراءة العدد نقول للنقطة العشرية فاصلة، أي: «مئة وثلاثة وعشرون، فاصلة، أربع مئة وستة وخمسون».
في الولايات المتحدة الأمريكية والمملكة المتحدة وعدد من البلدان الأخرى تمثل العلامة العشرية بنقطة، في حين أنها تمثل بفاصلة في قارة أوروبا وأغلب الدول العربية وبعض الدول الأخرى. الصفر في الأعداد الحقيقية يكتب 0.0 عند الضرورة للتأكيد على معاملته كعدد حقيقي وليس مجرد عدد صحيح. الأعداد الحقيقية السالبة تسبق بإشارة ناقص:
{\displaystyle -123.456.\,}
كل عدد كسري هو عدد حقيقي يحول بقسمة بسطه على مقامه، ولكن العكس ليس صحيح: ليس كل عدد حقيقي عددًا كسريًا؛ لأن هناك بعض الأعداد الحقيقية التي لا يمكن كتابتها في صورة بسط ومقام من أعداد صحيحة وهي تسمى أعداد لا كسرية. وإذا أمكن كتابة الجزء العشري من العدد الصحيح في صورة كسر، فهو إما منتهٍ أو متكرر لانهائيًّا ؛ لأن هذه هي إجابة لمشكلة في القسمة، عليه يمكن كتابة 0.5 ككسر {\displaystyle {1 \over 2}} وكذلك يكتب 0.33333 (ثلاثة متكررة لانهائيًّا) ككسر {\displaystyle {1 \over 3}} ومن جهة أخرى، العدد الحقيقي π (باي)،والذي هو نسبة محيط أي دائرة على قطرها، يساوي:
{\displaystyle \pi =3.14159265358979.\,}
بما أن الجزء العشري لا ينتهي ولا يتكرر لانهائيًّا، فإنه يستحيل كتابة هذا العدد ككسر وهو مثال جيد للأعداد اللاكسرية. مثال آخر لها هو:
{\displaystyle {\sqrt {2}}=1.41421356237.\,} (الجذر التربيعي ل 2 هو العدد الموجب الذي مربعه يساوي 2).
عليه فإن 1.0 و0.9999 هما طريقتين عشريتين مختلفتين لتمثيل نفس العدد الطبيعي 1، وهناك عدد لانهائي من الطرق المختلفة لتمثيل العدد 1، منها على سبيل المثال: {\displaystyle {2 \over 2}}، {\displaystyle {3 \over 3}}، 1.00،1.000 وهكذا دواليك.
تصنف الأعداد الحقيقية إلى كسرية وغير كسرية، ولكل عدد حقيقي نقطة تمثله على خط الأعداد. تمتلك الأعداد الحقيقية خاصية مهمة ولكنها تقنية بالحد الأكبر وتسمى خاصية الحد العلوي الأصغر (Least Upper Bound- Supremum). رمز الأعداد الحقيقية هو R أو {\displaystyle \mathbb {R} }.
عندما يمثل العدد الحقيقي مقياسًا فإنه دائمًا ما يكون هناك حد خطأ يتم التحصل عليه بتدوير Rounding أو بتر Truncating بعض الخانات العشرية، بحيث يتم التخلص من الخانات التي تعطي دقة أكبر من القياس. الخانات المتبقية تسمى الخانات الموثرة. فمثلًا: القياس بالمسطرة نادرًا ما يتم بدون وجود حد خطأ 0.01 متر على الأقل. فإذا قيست أطوال أضلاع مستطيل ما كالتالي: 1.23 متر و4.56 متر، فإن الضرب سيعطي ناتجًا لمساحة 5.6088 متر مربع. ولأن الخانات العشرية المؤثرة هي فقط الأولى والثانية بعد الفاصلة، فإن القيمة تدور إلى 5.61.
في الجبر التجريدي الأعداد الحقيقية هي أقرب للتماثل، وتتميز باتصافها بأنها المجال المرتب الكامل الوحيد، ولكنها بالرغم من ذلك لا تمثل مجالات مغلقة جبريًّا.
- أرقام عربية
- أرقام رومانية
- قائمة الأعداد
- ثابت رياضي
- الأعداد الطبيعية
- الأعداد الصحيحة
- الأعداد العشرية
- الأعداد الكسرية
- الأعداد الجذرية
- الأعداد العقدية
- الأعداد الأولية
- الأعداد الجبرية
- الأعداد الهندية
- الأعداد المصرية
- الأعداد المسمارية